# Paul Sérusier
Paul Sérusier (Párizs, 1864. november 9. — Morlaix, 1927. október 7.) francia pointillista festő, a Nabis csoport vezető egyénisége.

## Életútja, munkássága
Jómódban élő középosztálybeli családban született, apja üzletember volt, aki a parfüm iparban dolgozott. Fia számára biztosítani tudta a klasszikus oktatást, a Condorcet líceumban filozófiát, görögöt, latint és más tudományokat tanult, majd Julian Akadémián a képzőművészeteket tanulmányozta, tanította Ingres tanítványa Henri Lehmann, de ő semmiféle hatást nem gyakorolt Paul Sérusier-ra, sokkal fontosabb, hogy ebből az időszakból származik barátsága Maurice Denis-vel.
1888 nyarát Bretagne-ban, Pont-Aven-ben töltötte, e város számos francia és külföldi művészt vonzott. 1889-ben Paul Gauguin itt mutatta be Sárga Krisztus című festményét, körötte és Emile Bernard körül csoportosultak a művészek, őket kereste meg Paul Sérusier is. Paul Gauguin művészete és művészfelfogása nagy hatást gyakorolt rá, Gauguin ösztönözte arra, hogy szabaduljon meg az imitációs festészettől, tiszta, fényes színeket használjon, ne habozzon eltúlozni vízióit, saját maga határozza meg festményeinek szimbolikus jelentését és dekorativitását.

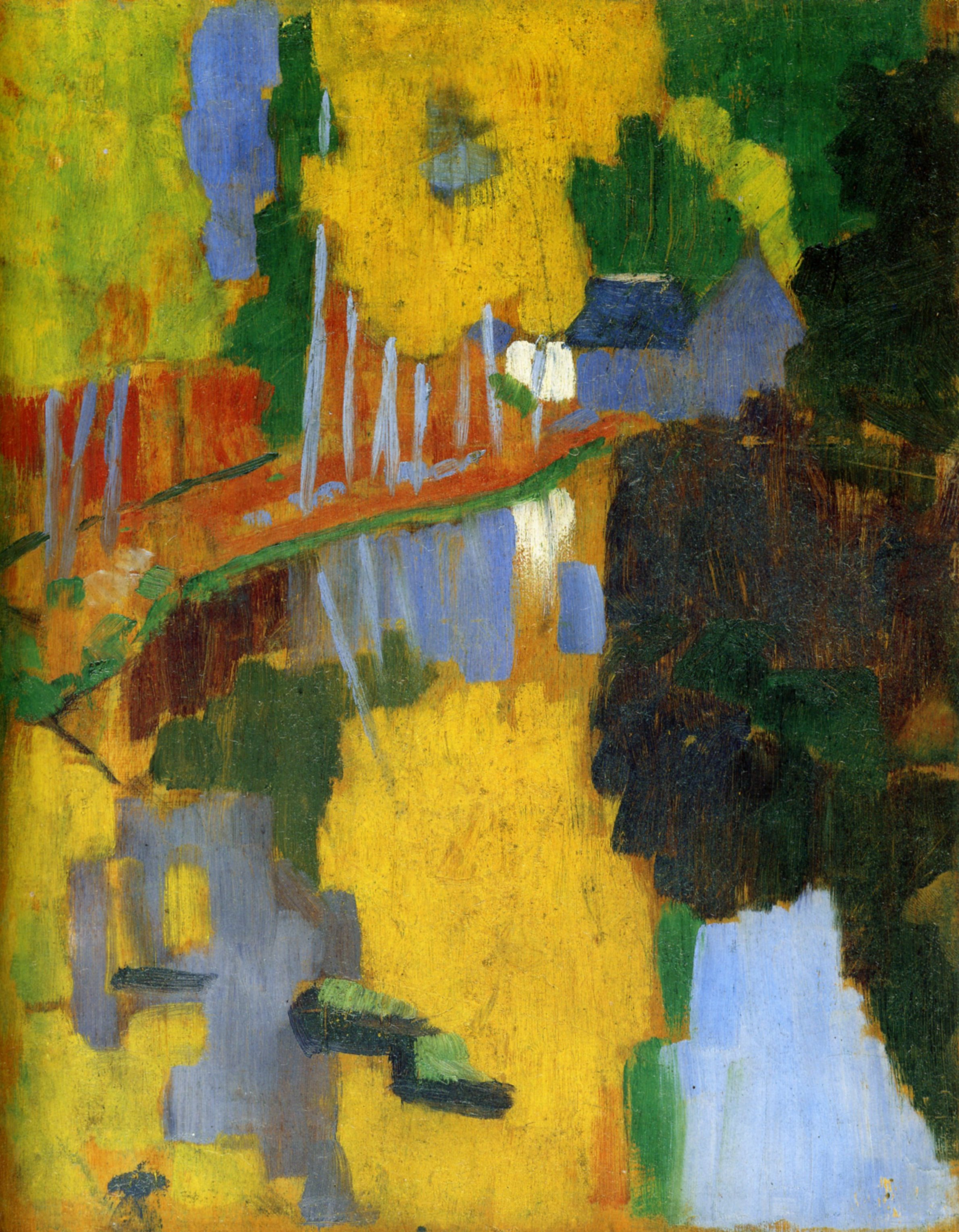
Talizmán (1888)

Még 1888 nyarán mintegy Gauguin irányítása mellett festette Talisman című képét, s boldogan tért vissza vele Párizsba, megosztotta festő barátaival új felfedezéseit, nagy vita alakult ki, sokan osztották meglátásait, köztük Pierre Bonnard, Maurice Denis, Henri-Gabriel Ibels és Paul-Elie Ranson, így alakult ki Sérusier körül egy csoport, a Nabis ("Próféta" a héber). Ők rendszeresen találkoztak, hogy megvitassák a művészetek, a szimbolizmus, az okkultizmus és az ezoterika aktuális kérdéseit. Később Armand Seguin , Edouard Vuillard és a Ker-Xavier Roussel is csatlakozott a csoporthoz.
1891-ben Gauguin Tahitira távozott, e tény lassan a csoport összetartozásának lazulásához vezetett, fokozatosan mindenki rátért a saját maga által elképzelt festői útra. A teleket változatlanul Párizsban töltötték, a nyarakat pedig Bretagne-ban. Sérusier 1891 után Pont-Aven helyett Huelgoat, végül 1893-tól Chateauneuf-du-FAOU-t választotta székhelyének, itt költözött végleg egybe Gabriela Zapolska lengyel színésznővel és íróval, akivel még 1892-ben megismerkedett. A breton tájak és emberek ihletének forrásaivá lettek.
A téli Párizs nagyobbrészt a színházat jelentette számára 1893-tól, egyik barátja, Lugne Poe Párizs IX. kerületében megalapította a Théâtre de l'oeuvre nevű szimbolista színházat, számos Nabis csoport tag is sokat dolgozott itt a díszlet- és a látványtervezéssel, új és nagy kihívást jelentett ez a feladat, kivált a színház indulásakor, enteriőrök létrehozása, például Berlioz-terem, stb. 1893-1899-ig működött a színház egyhuzamban, utána szakaszosan (1912-14; 1919-1929, stb).
1895-től egy barátja, Jan Verkade invitálására többször is ellátogatott egy németországi bencés kolostorba (Abbey Beuron=Beuron Apátság), megismerkedett ott a bencés művészekkel, s mély benyomást tettek rá az ottani tapasztalatok, párizsi barátait is próbálta meggyőzni a vallásos művészet szépségeiről, de sikertelenül. Később az egyiptomi művészetet, a középkori gobelineket és az olasz primitíveket is tanulmányozta. 1908-tól rendszeresen oktatott képzőművészetet a párizsi Ranson Akadémián (az Akadémiát alapította Paul Elie Ranson, a Nabis csoporthoz tartozó képzőművész). Sérusier esztétikai kutatásainak eredményeit az ABC festészet (ABC de la peinture) című értekezésben publikálta 1921-ben.
1927-ben autóbaleset következtében hunyt el.

## Művészetelmélete
Paul Sérusier az impresszionizmusból indult ki, s azt gondolta tovább szinte tudományos precizitással, behatóan tanulmányozta a színre vonatkozó fizikai műveket, érintkezésbe lépett a szimbolista Puvis de Chavannes-nal. Paul Sérusier művészetfelfogásának az volt a kiinduló pontja, hogy a képbenyomás nem más, mint a szemhez érkező színfoltok összessége, ezt pedig nem lehet a külvilág színárnyalatainak pontos lekopírozásával visszaadni, mert ezzel a kép nem tud egységes hatást kiváltani. Meglátása szerint elegendő, ha a festékpettyek optikai hatásának tudatos és helyes kihasználásával a színhatásnak csak illúzióját igyekszik visszaadni a festő. Így alakult ki a pointillizmus, a fehér alapon keveretlen pettyekkel való festés művészete. Sérusier volt az igazi kezdeményező, de később túlhaladta ezt az optikai piktúrát és a víziós benyomások reprodukálása helyett a szín- és formahatások hangulati és érzelmi értékeit kezdte kutatni, s ezzel mintegy előfutára lett az expresszionizmusnak.

## Képek (válogatás)

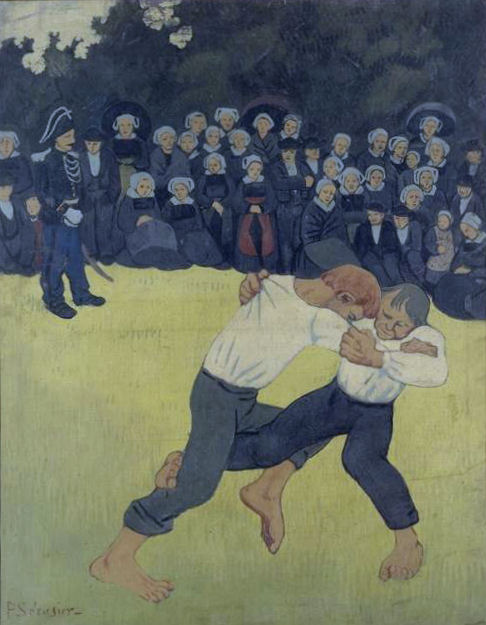
A breton birkózás (1890-91)
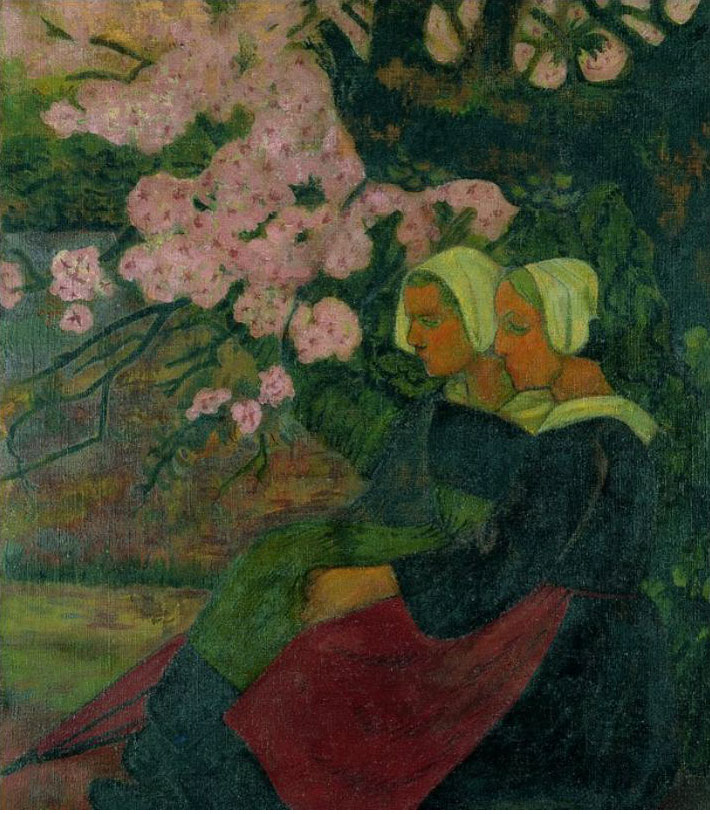
Két breton nő és egy virágzó almafa (1892)
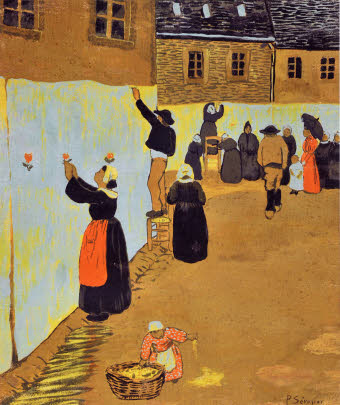
Corpus Christi[1] (Châteauneuf-du-FAOU, 1894)
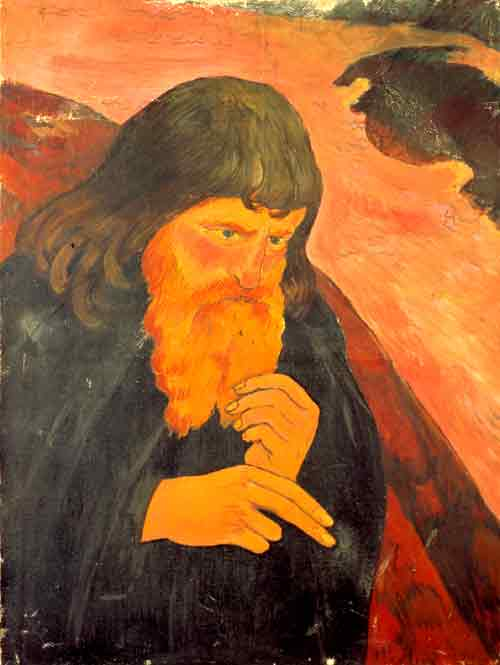
Georges Lacombe portréja (ca 1894)
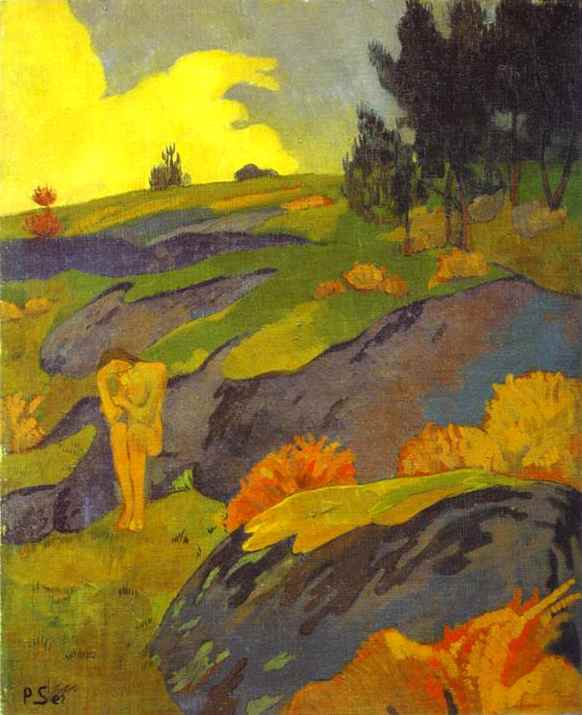
A breton Éva / avagy Melankólia (1914)
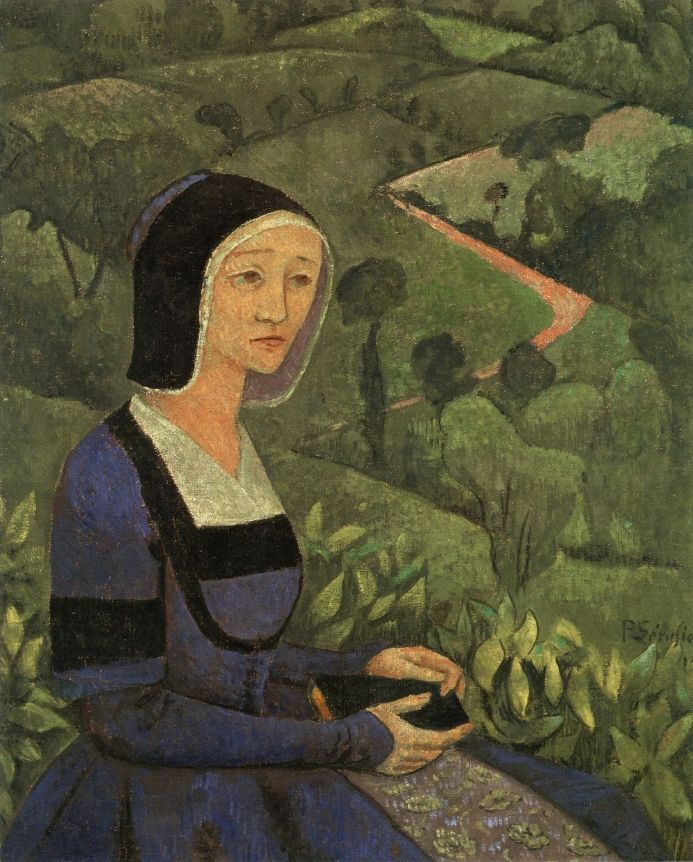
Háborús özvegy (1919)
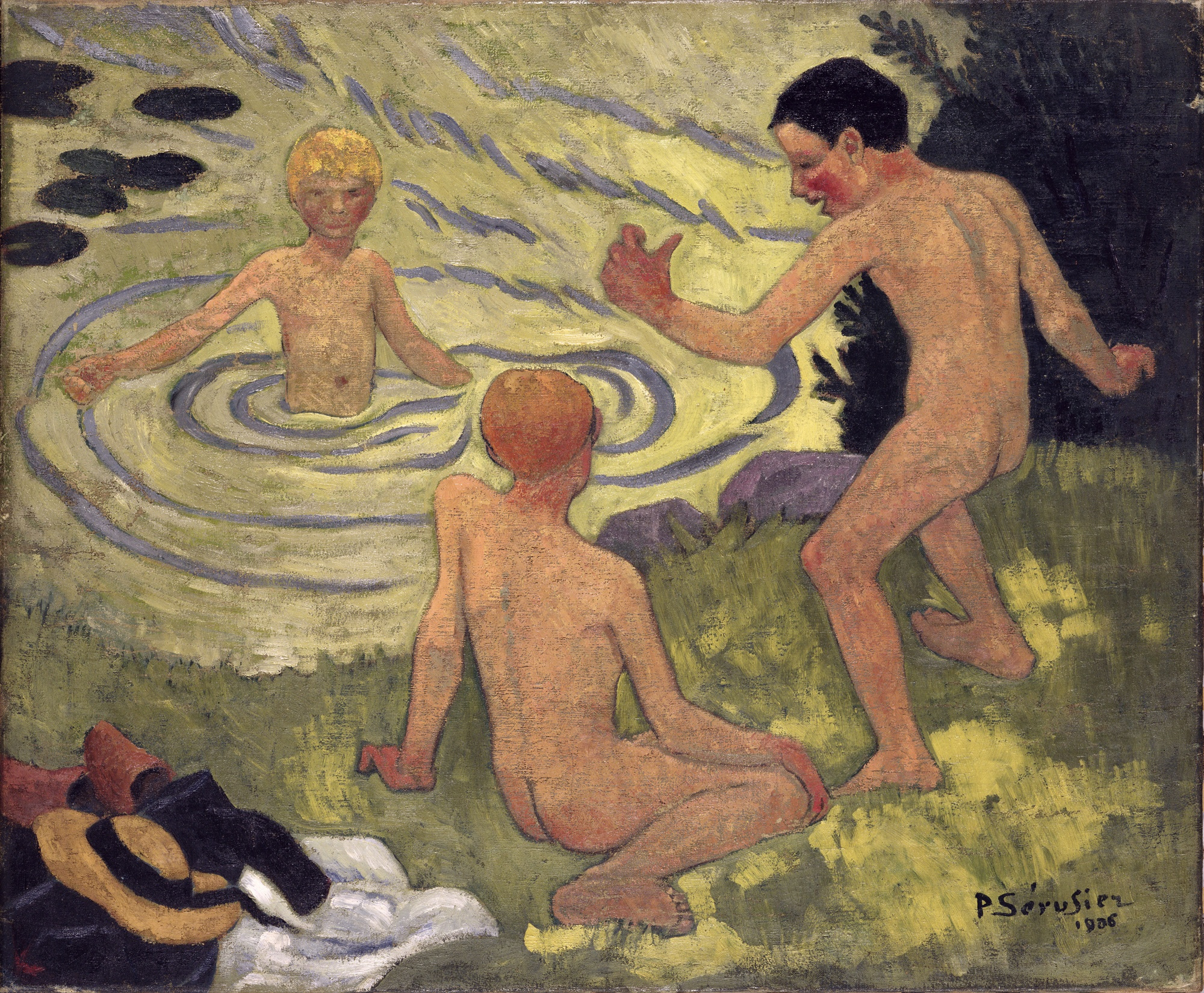
Fürdőző fiúk a folyóparton
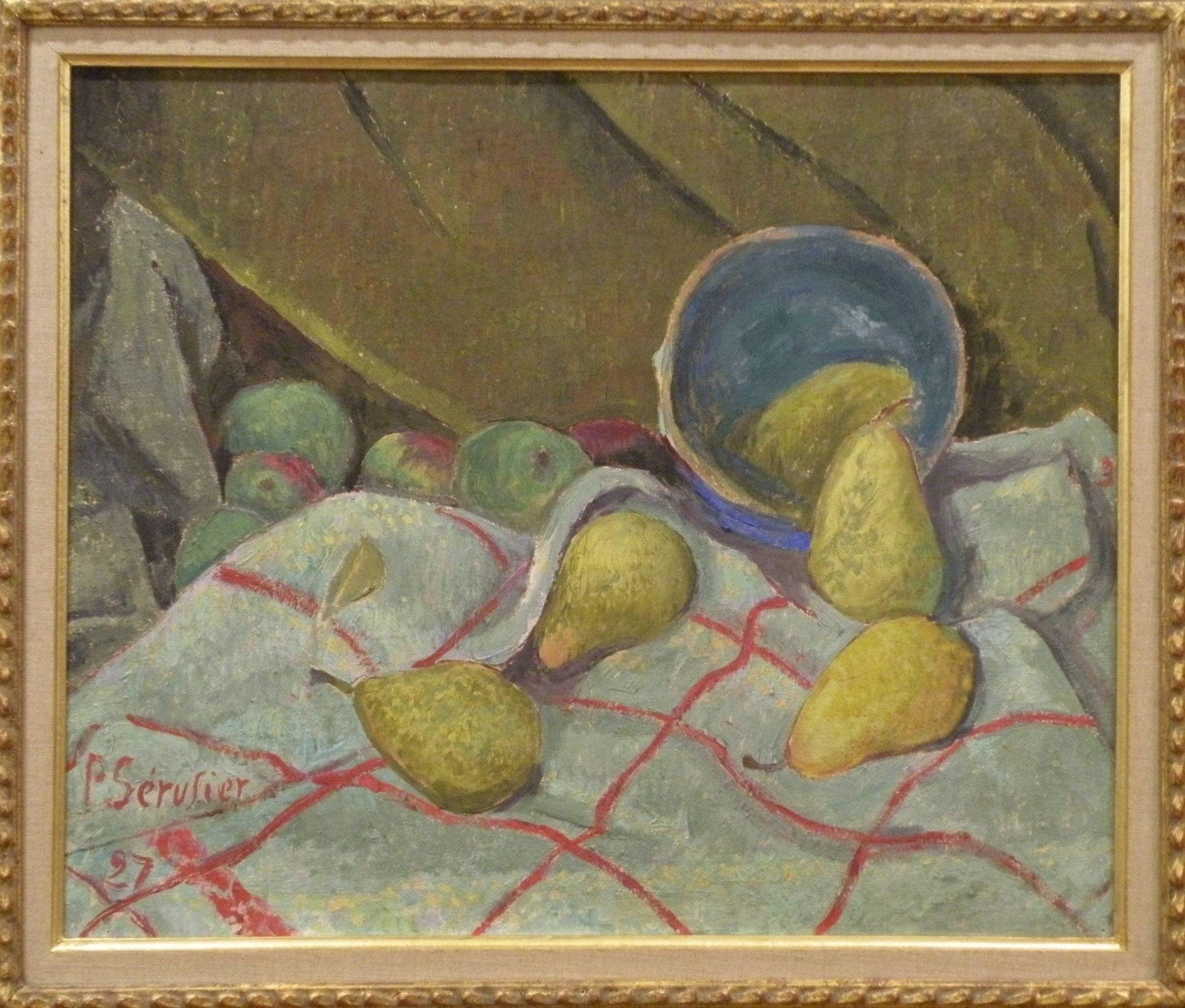
Csendélet (1927)